# Michihiro Ozawa
Michihiro Ozawa (Prefectura de Tochigi, Japó, 25 de desembre de 1932), és un exfutbolista japonès.

## Selecció japonesa
Michihiro Ozawa va disputar 36 partits amb la selecció japonesa.